# Bahnhof Rennsteig
Der Bahnhof Rennsteig ist ein Bahnhof an der Rennsteigbahn im Thüringer Wald. Er ist einer der am höchsten gelegenen Bahnhöfe in Thüringen und liegt in 747 Metern Höhe zwischen Stützerbach (Ilmenau) und Schmiedefeld (Suhl) an Kilometer 33,38 der Bahnstrecke von Plaue nach Themar, deren mittlerer Teil die Rennsteigbahn ist.

## Geschichte
Angelegt wurde der Bahnhof 1904, das Empfangsgebäude stammt aus dem Jahr 1906. Zwischen 1913 und 1965 bestand eine Kleinbahn nach Frauenwald, die am Bahnhof Rennsteig begann. Der planmäßige Reiseverkehr endete 1998. Heute wird er für Veranstaltungen und Nostalgiefahrten der Dampfbahnfreunde Mittlerer Rennsteig genutzt.
Seit dem 15. Juni 2014 wurde zunächst bis 2017 befristet der Bahnhof wieder planmäßig bedient (Probebetrieb).
An Wochenenden und Feiertagen verkehrt das „RennsteigShuttle“ der Süd-Thüringen-Bahn auf dem nördlichen Teil der Rennsteigbahn mit vier Zugpaaren täglich, die als Verlängerung der Linie RB 46 Erfurt – Ilmenau über Ilmenau-Bad, Manebach und Stützerbach zum Bahnhof Rennsteig fahren. Mit dem Fahrplanwechsel 2017/2018 ging dieser Probebetrieb wieder in den Regelbetrieb über.
Im Zuge der Wiederinbetriebnahme wurden Buslinien nach Oberhof und Masserberg sowie Vesser und Frauenwald neu eingerichtet, die auf den Bahnfahrplan abgestimmt sind.

## Der Bahnhof am Scheitel des Thüringer Waldes

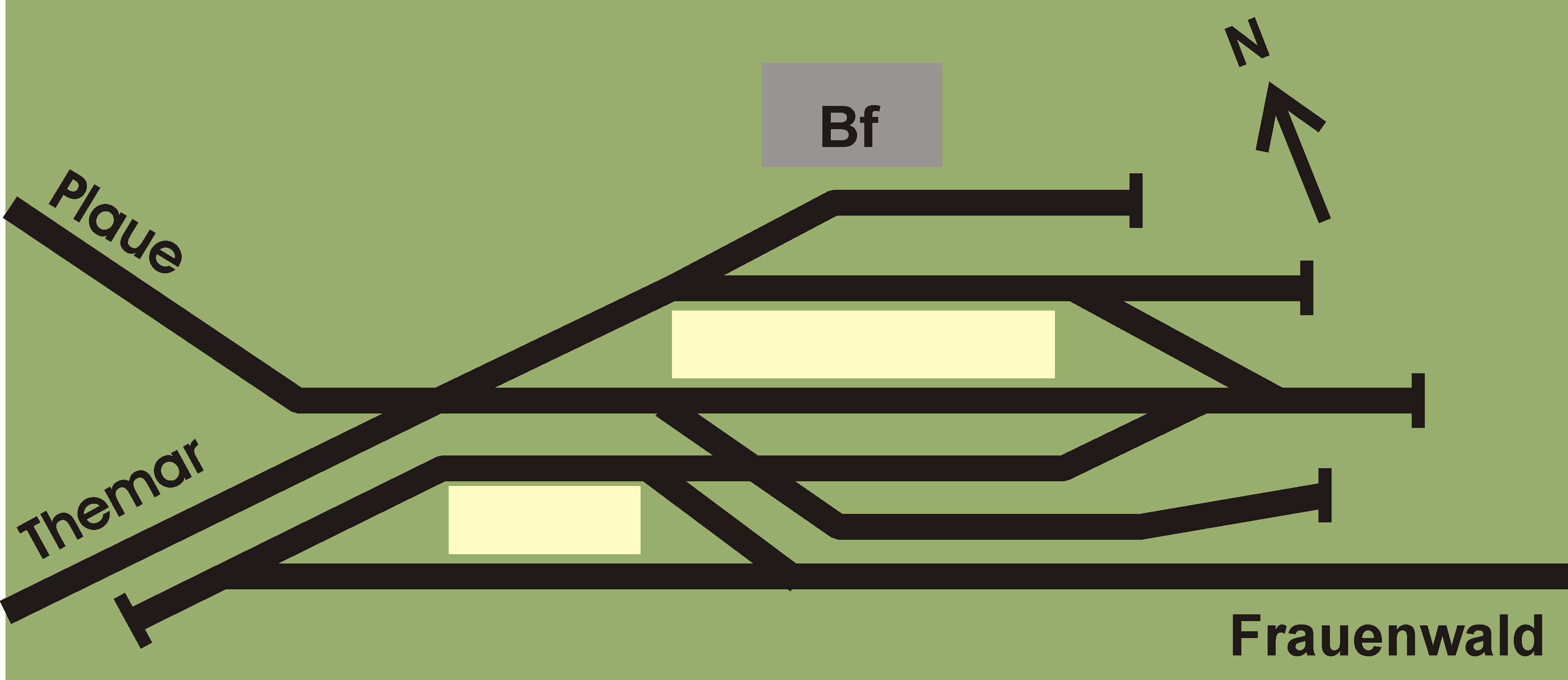
Gleisplan 1944

Der Bahnhof Rennsteig ist ein Kopfbahnhof. Dies war betriebsbedingt erforderlich, weil anfangs auf der Strecke Zahnradlokomotiven eingesetzt wurden, die zur Vermeidung eines Reißens der Waggonkupplung immer talwärts stehen mussten. Durch die Spitzkehre am Scheitelpunkt der Bahnstrecke standen die Zahnradlokomotiven ohne ein Umsetzen automatisch talwärts.
1927 erfolgte die Umstellung vom Zahnradbetrieb zum Reibungsbetrieb. Außerdem wurde das Ziehen der Züge über die Steilstrecke zugelassen, so dass zum Umfahren der Züge ein entsprechendes Gleis im Bahnhof notwendig wurde. Der Kopfbahnhof am Scheitelpunkt der Bahnstrecke war nämlich weiterhin erforderlich, weil bei Dampflokomotiven der Rauchabzug immer bergwärts zeigen muss, um einen zu niedrigen Wasserstand im Kessel zu vermeiden.

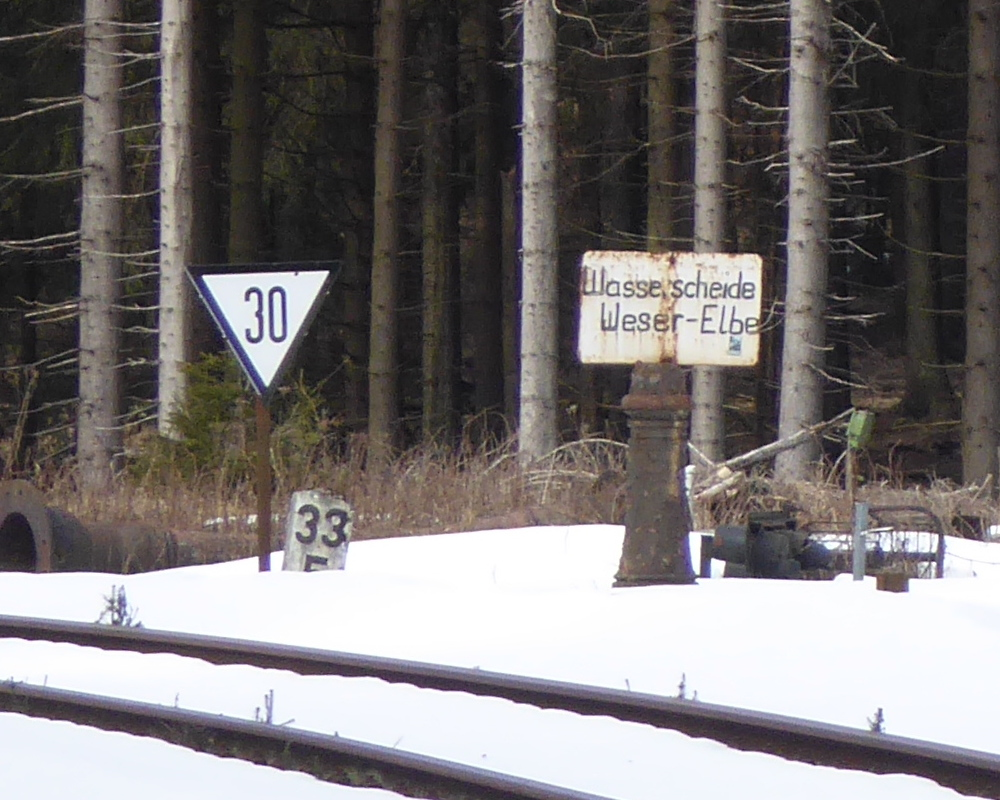
Hinweisschild auf die Wasserscheide Weser-Elbe am Bahnhof Rennsteig. Im Vordergrund das Gleis nach Schmiedefeld.

Dass der Bahnhof Rennsteig den Scheitelpunkt der Rennsteigbahn bildet, wird auch durch ein Schild deutlich, das eine Wasserscheide kennzeichnet: zum Gleis nach Stützerbach befindet sich eine Aufschrift Elbe, am Gleis nach Schmiedefeld eine Aufschrift Weser.
Beim Umbau des Bahnhofsgebäudes wurde die Neigung des Daches verändert, um ein weiteres Stockwerk unterzubringen. Im Herbst 2007 wurden am Bahnhof Rennsteig die ehemaligen Säulen der Überdachung des Bahnsteiges 8 des Erfurter Hauptbahnhofes mit einer neuen Holzdachkonstruktion über dem Bahnsteig 1 des Bahnhofs Rennsteig wieder aufgebaut.

## Bildergalerie

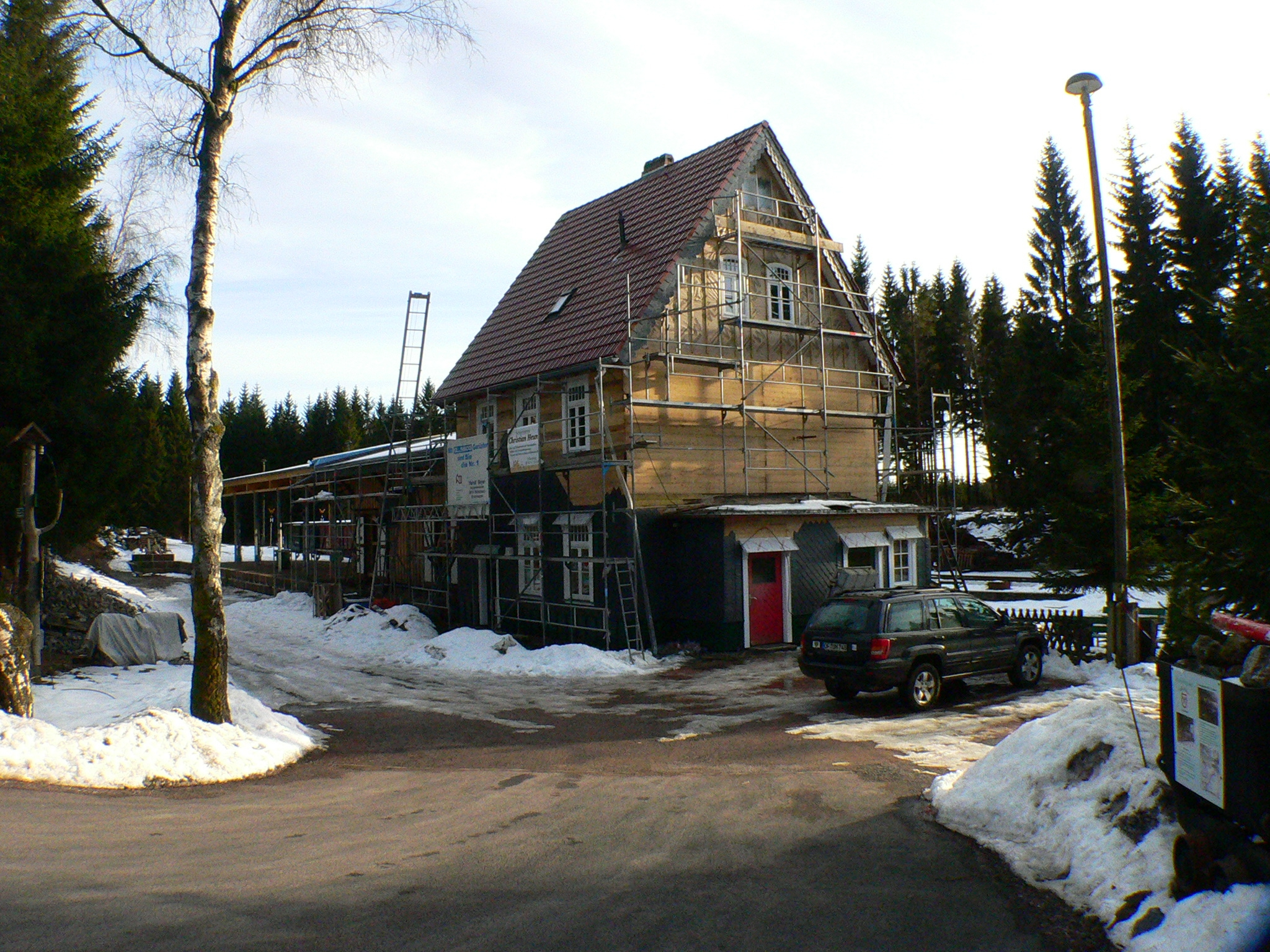
Umbau 2008
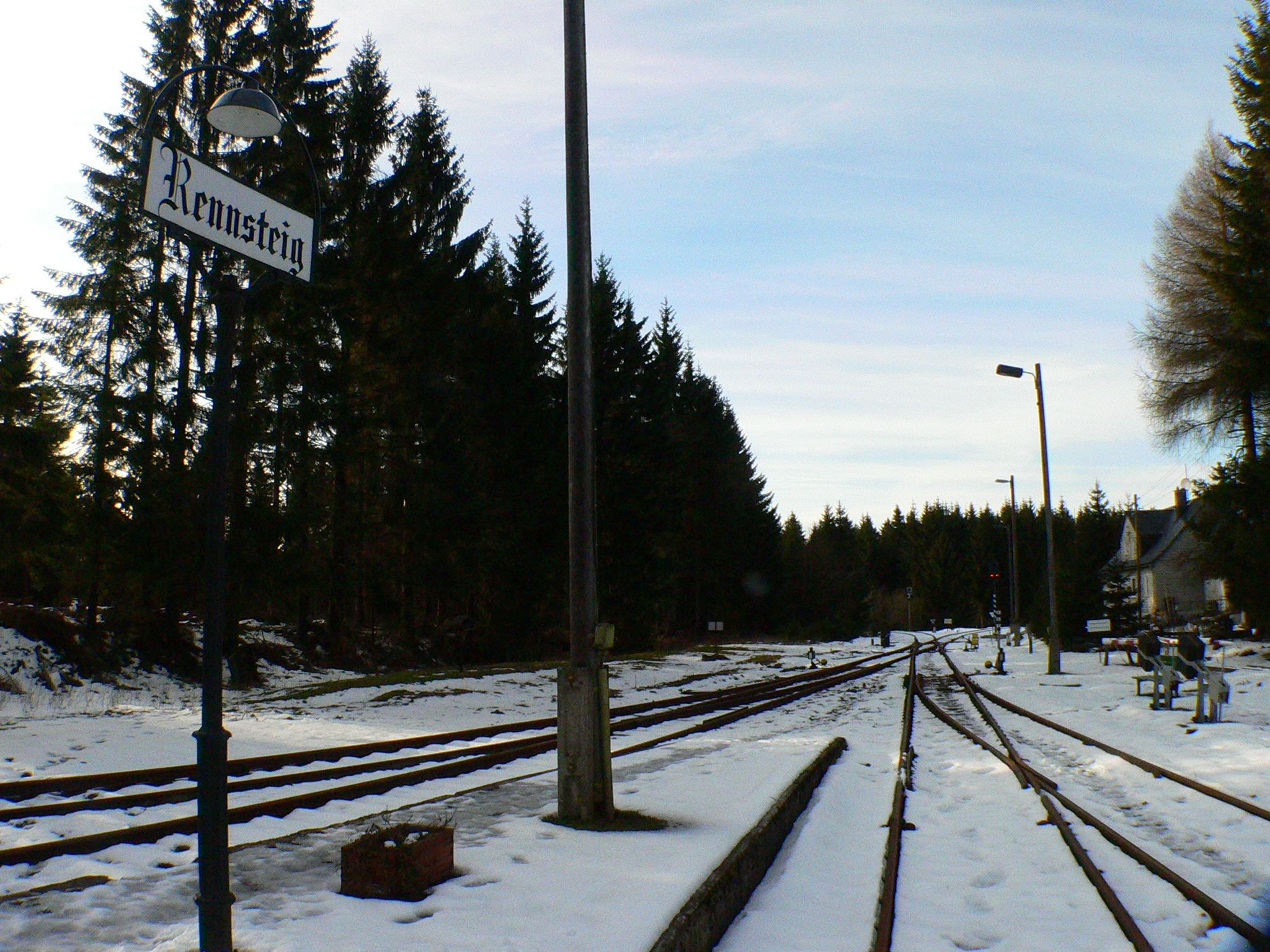
Ein- und Ausfahrgleis
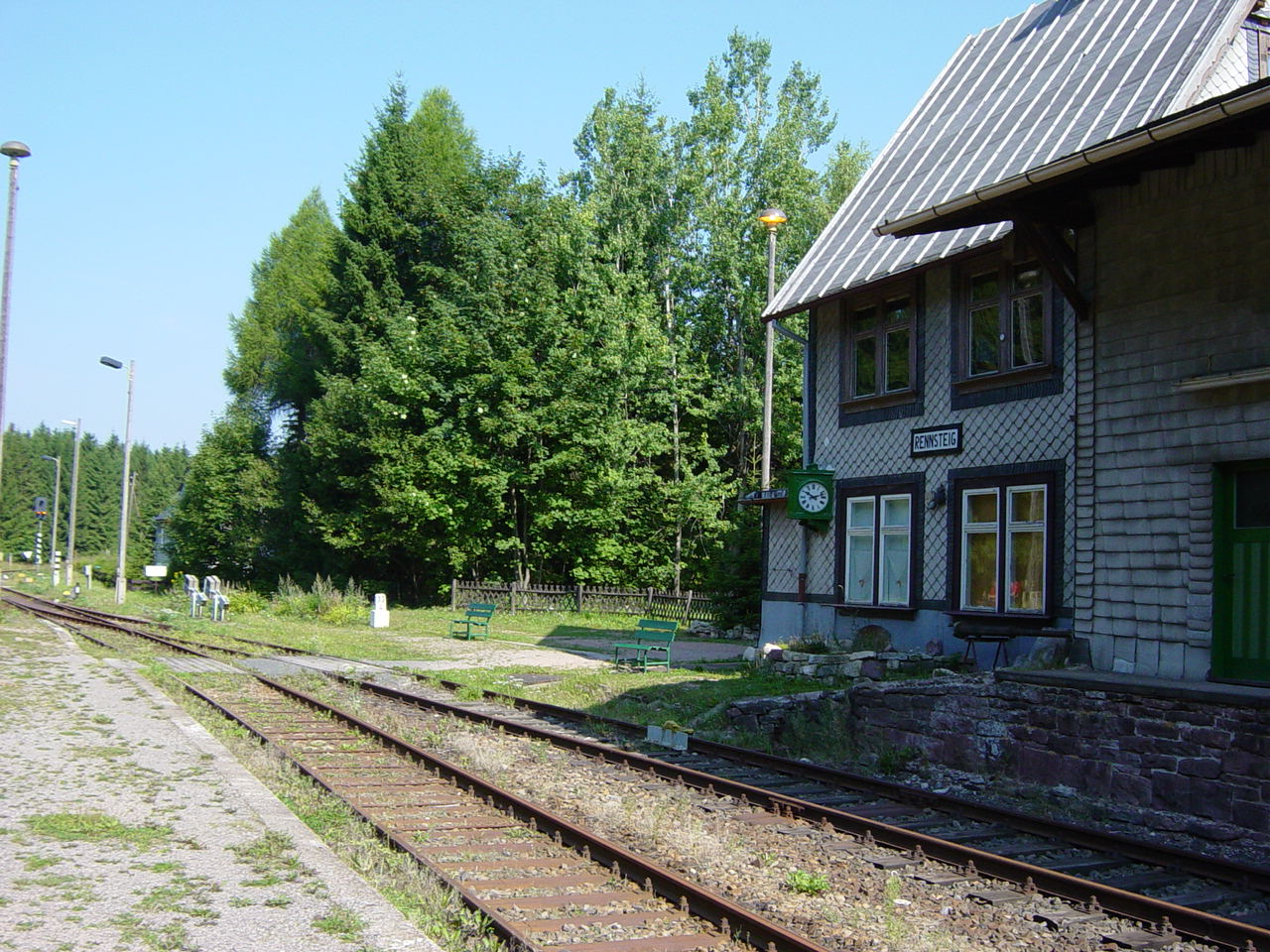
Bahnhofsgebäude vor dem Umbau
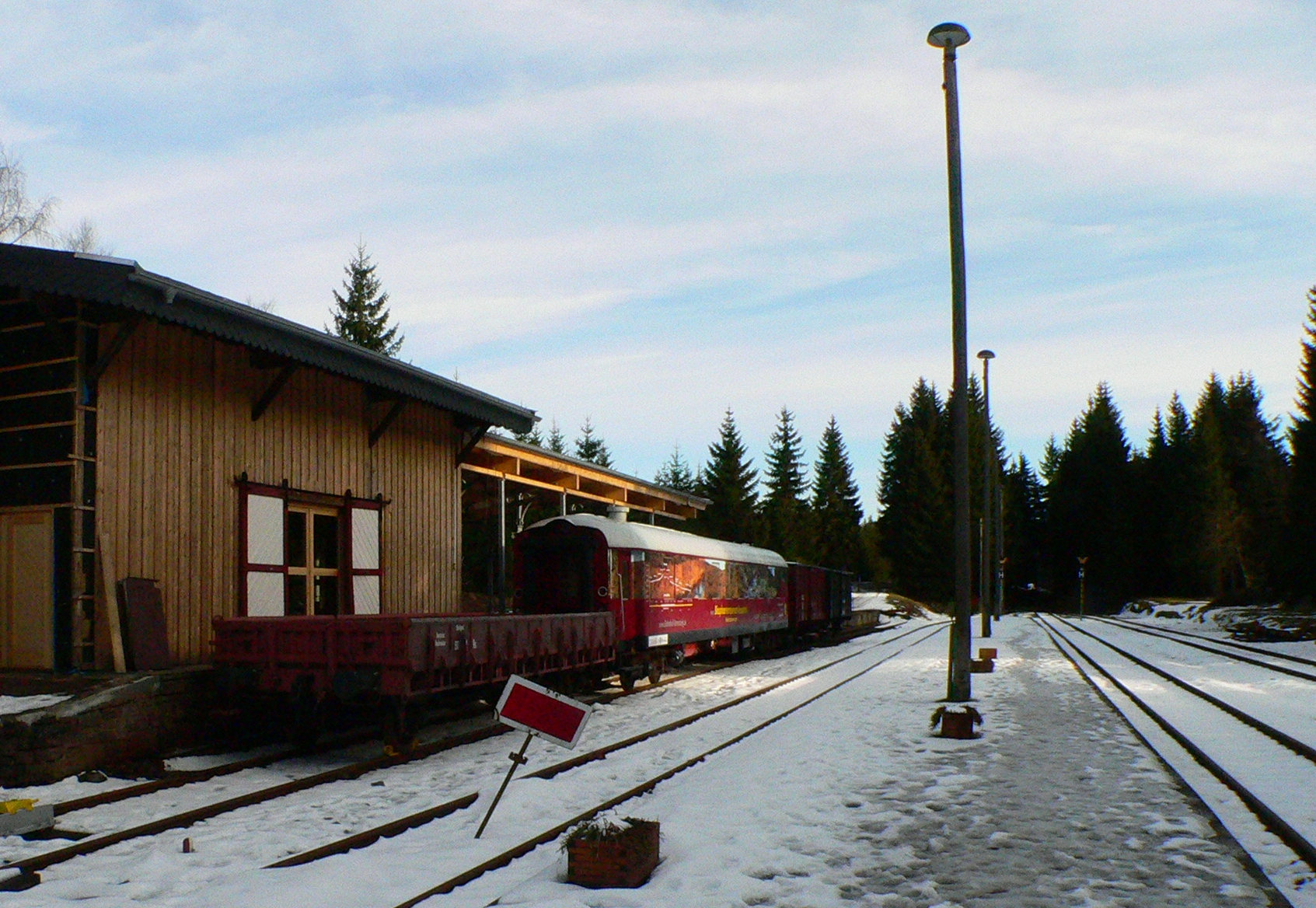
Mittelbahnsteig
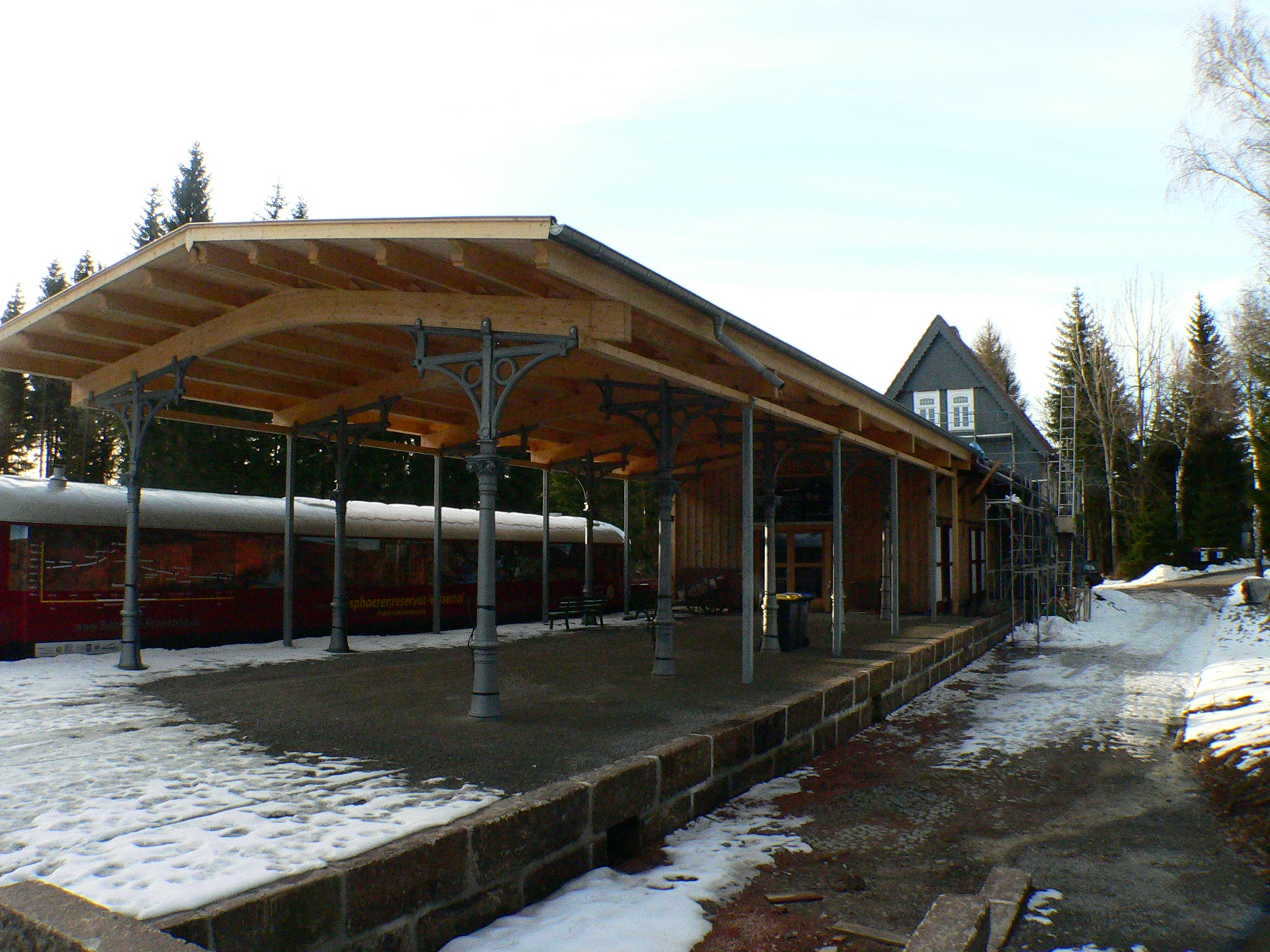
Neue Bahnsteigüberdachung
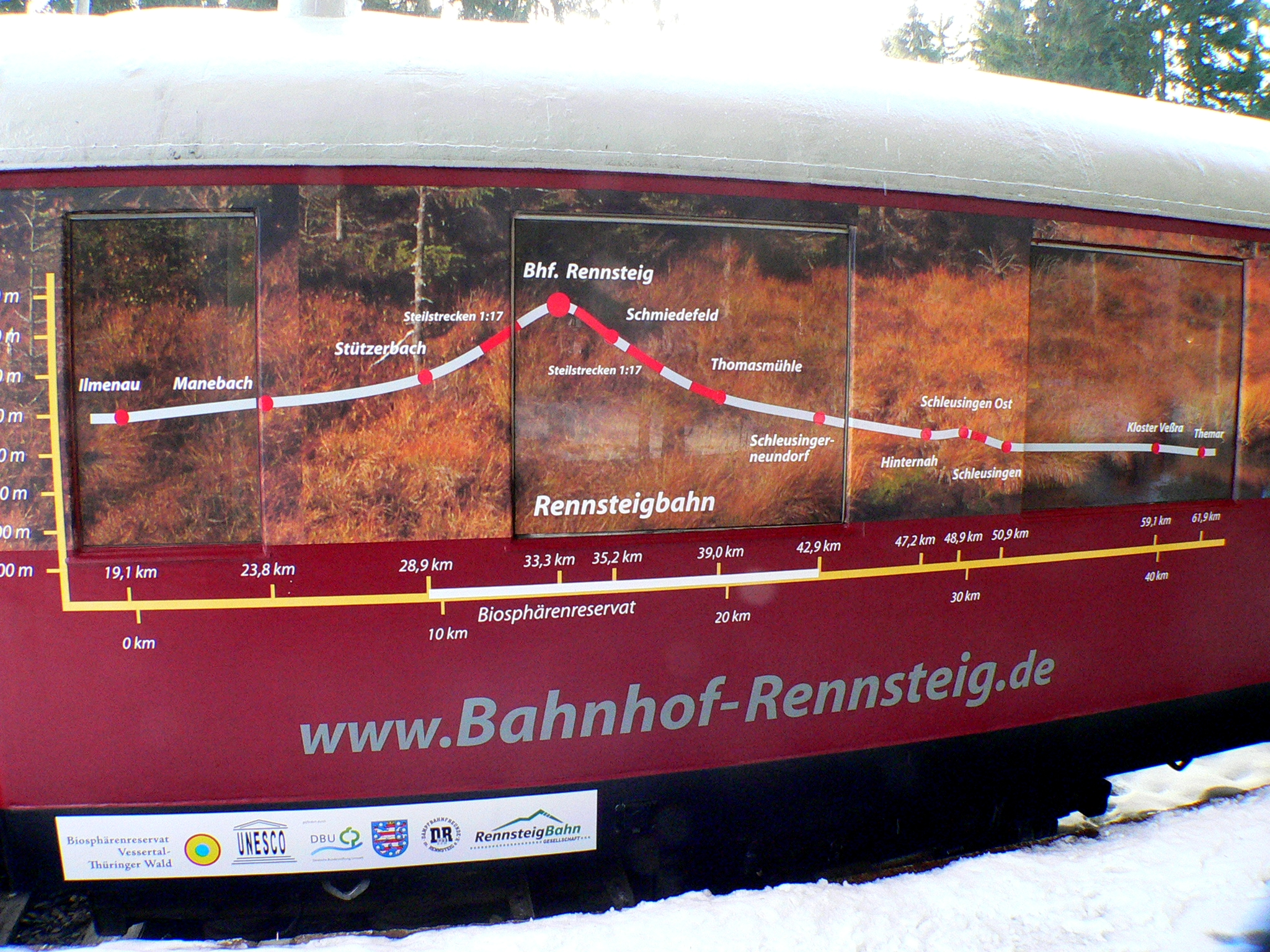
Waggongestaltung im NNL-CD
Fahrkarte von 1965 Ilmenau Bad – Rennsteig
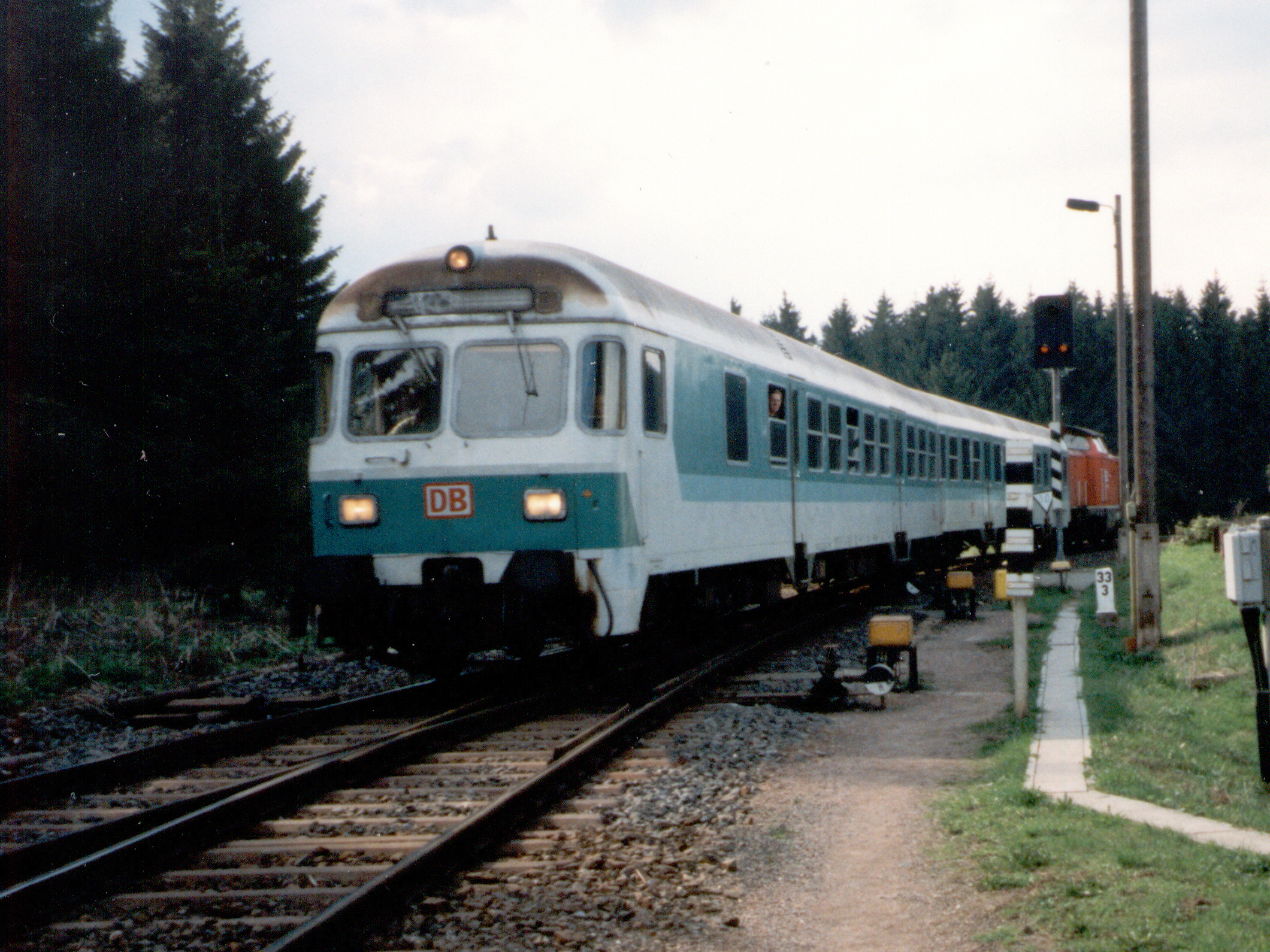
n-Wagen in Rennsteig, 1998
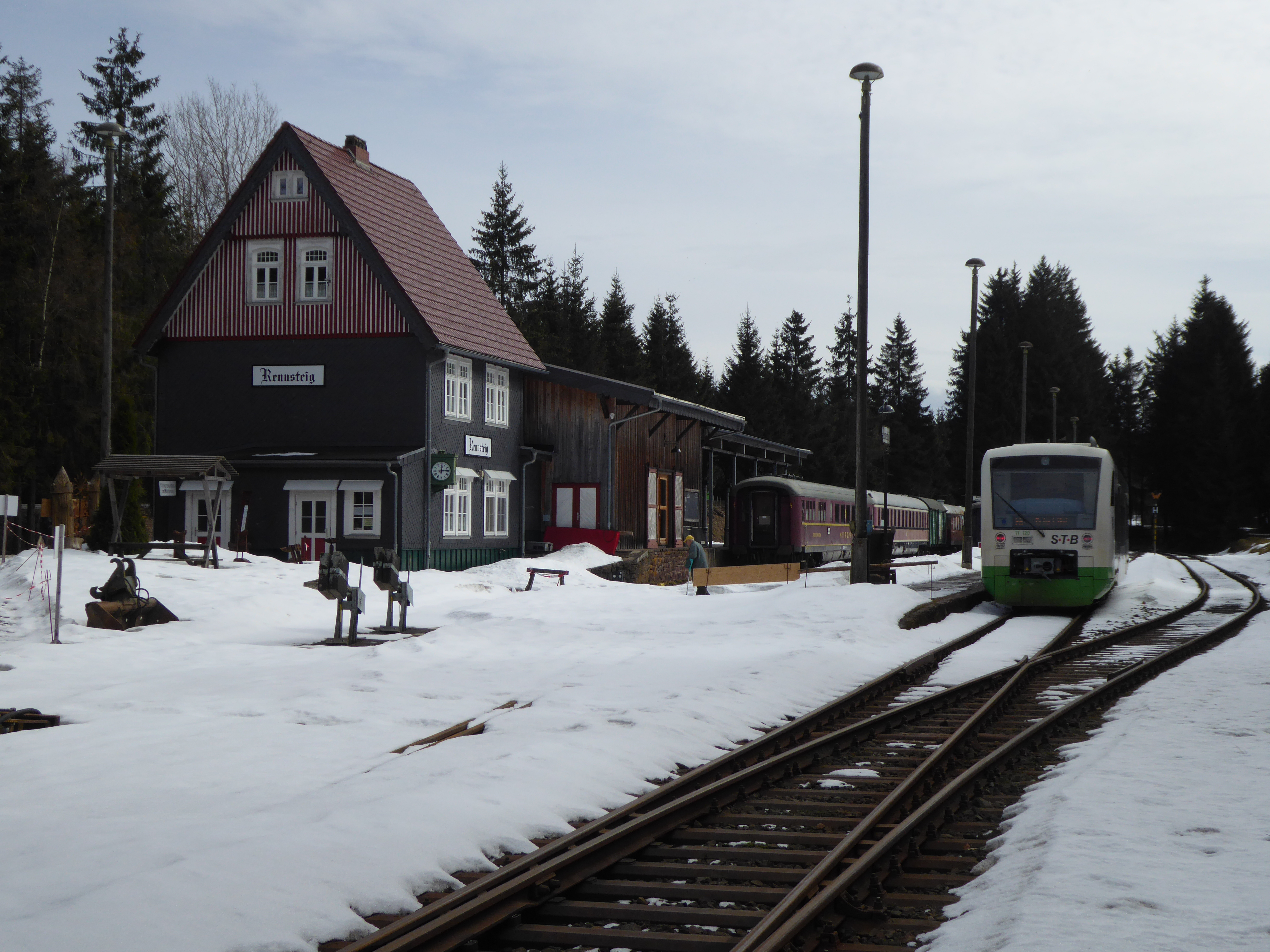
„Rennsteigshuttle“ am Bahnsteig